# Charles-Simon Catel

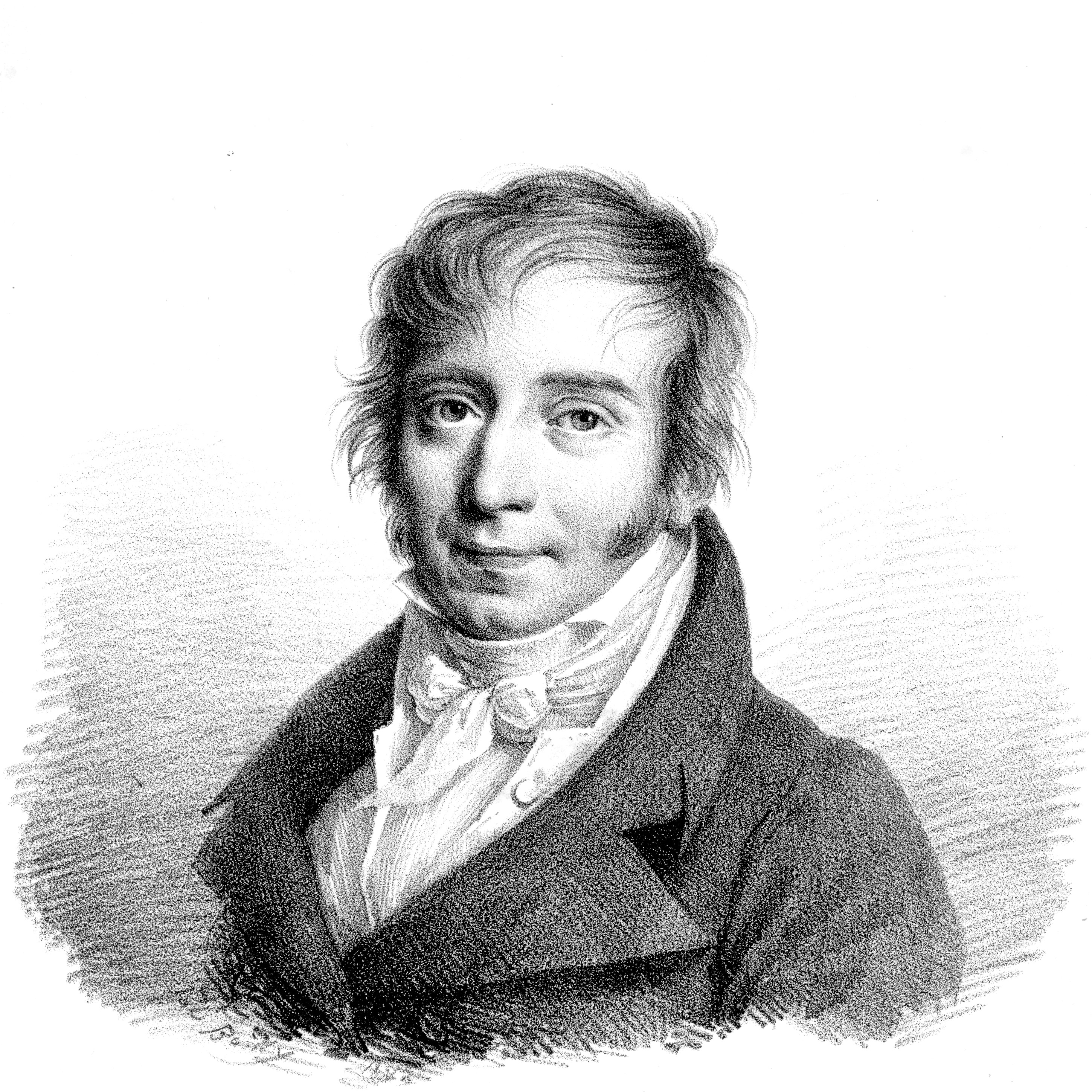
Charles-Simon Catel.

Charles-Simon Catel, född den 10 juni 1773 i Laigle, död den 29 november 1830 i Paris, var en fransk kompositör och musikteoretiker.
Catel blev 1795 professor vid det nygrundade konservatoriet i Paris. Hans främsta verk är Traité de l'harmonie (1802), som utgör ett framsteg i förhållande till Rameaus äldre harmonilära och allmänt lades till grund för musikundervisningen i Frankrike. Hans operor – Sémiramis (1802), L'auberge de Bagnères (1807; "Värdshuset i Bagnères", 1817), Les Bayadères (1810) med flera – höll sig däremot inte länge på scenen. Catel komponerade även kammarmusik samt en mängd marscher för revolutionskrigen.